# Тимбедра
Тимбедра (араб. تنبدغة‎, фр. Timbedra) — город на юго-востоке Мавритании, на территории области Ход-эш-Шарки. Административный центр одноимённого департамента.

## Географическое положение
Город находится в юго-западной части области, на расстоянии приблизительно 845 километров к востоку-юго-востоку (ESE) от столицы страны Нуакшота. Абсолютная высота — 209 метров над уровнем моря. Город находится на территории небольших пойм и озёр где значительно больше сохранилось местной типично африканской природы флоры и фауны в одном из которых называется Махмуда (по-арабски читается как Al Maahmouda [трск.Аль-Махмуда] или Elb Maahmouda [Элеб Махмуда], на языке Бамбара читается как Mahammoudie [трск.Махаммоде] или Maammoudie [Мааммоде], оно находится приблизительно в 15 км северо-западнее от Тимбедры и в 950 км юго-западнее от столицы страны Нуакшота) сохранилось небольшое количество характерных сахельских африканских животных (фламинго, кабаны, гепарды, гиены, аддакс, крокодилы, удавы, буйволы, носороги и т.д) и сахельской африканской растений (акации кайа и акация сенегальская, финиковая, банановая, дум-пальма, некоторые тропические плодовые культуры, есть даже обычный баобаб, но увы который весьма незначительно постоянен даже для южной части Мавритании) будучи характерных для местной сухой части опустыненных и сухих саванн сахеля точно также находясь на крайнем севере субэкваториального климата жаркого тропического региона северных типично африканских опустыненных и сухих саванн будучи также известного региона..

## Население
По оценочным данным 2013 года численность населения города составляла 31 536 человек. Значительная часть постоянного населения Тимбедры - мавры и туареги местного южного варианта, остальное население города составляют негроидные народности (фульбе, бамбара и сонинке)..
Динамика численности населения города по годам:
| 1997   | 1998   | 2013   |
| ------ | ------ | ------ |
| 16 309 | 17 145 | 31 536 |

## Транспорт
В окрестностях города расположен небольшой одноимённый аэропорт (ICAO: GQNH, IATA: TMD).